# Hannah Trigger
Hannah Trigger (* 5. Februar 1987 in Mornington) ist eine ehemalige australische Snowboarderin. Sie startete vorwiegend in der Disziplin Halfpipe.

## Werdegang
Trigger nahm im März 2007 in Calgary erstmals am Snowboard-Weltcup teil, wobei sie die Ränge 13 und zehn errang. Im selben Monat erreichte sie mit Platz neun im Stoneham ihre beste Platzierung und mit dem 14. Rang im Halfpipe-Weltcup ihr bestes Gesamtergebnis. Bei den Snowboard-Weltmeisterschaften 2009 in Gangwon kam sie auf den 31. Platz und bei den Snowboard-Weltmeisterschaften 2013 im Stoneham auf den 19. Rang. In der Saison 2013/14 wiederholte sie mit Platz neun in Ruka ihre beste Platzierung im Weltcup und errang zum Saisonende den 19. Platz im Halfpipe-Weltcup. Zudem kam sie bei den Olympischen Winterspielen 2014 in Sotschi auf den 20. Platz und absolvierte im Stoneham ihren 17. und damit letzten Weltcup, welchen sie auf dem 11. Platz beendete.

## Teilnahmen an Weltmeisterschaften und Olympischen Winterspielen

### Olympische Winterspiele
- 2014 Sotschi: 20. Platz Halfpipe

### Snowboard-Weltmeisterschaften
- 2009 Gangwon: 31. Platz Halfpipe
- 2013 Stoneham: 19. Platz Halfpipe

## Weltcup-Gesamtplatzierungen
| Saison  | Gesamt/Freestyle | Gesamt/Freestyle | Halfpipe | Halfpipe |
| Saison  | Punkte           | Platz            | Punkte   | Platz    |
| ------- | ---------------- | ---------------- | -------- | -------- |
| 2006/07 | 970              | 53.              | 970      | 14.      |
| 2008/09 | 140              | 136.             | 140      | 53.      |
| 2012/13 | 295              | 50.              | 295      | 33.      |
| 2013/14 | 603              | 35.              | 603      | 19.      |